# Luis Sáenz Peña

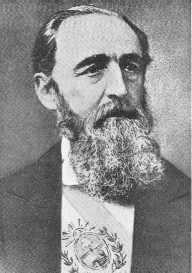
Luis Sáenz Peña

Luis Sáenz Peña Dávila (Buenos Aires, 2 april 1822 - aldaar, 4 december 1907) was advocaat en president van Argentinië van 1892 tot 1895.  
Als jurist had hij zitting in het constitutionele assemblee van 1860.  Verschillende malen is hij gekozen tot nationaal gedeputeerde en senator. In 1882 had hij zitting in het Hooggerechtshof van de provincie Buenos Aires. Ook is hij voorzitter van de Provinciale Bank, directeur van de Academie voor Jurisprudentie, en lid van de Raad voor Educatie geweest. 
Op 12 oktober 1892 werd Sáenz Peña geïnaugureerd als president van Argentinië. Op 23 januari, 1895 trad hij af nadat hij niet voldoende had kunnen reageren op een reeks van opstanden in het land. José Evaristo Uriburu werd zijn opvolger, en completerde zijn termijn tot aan 1898.
In 1910 werd zijn zoon Roque Sáenz Peña president.
- Gemeinsame Normdatei: 1056174986
- International Standard Name Identifier: 0000 0004 3660 4594
- Virtual International Authority File: 310509249
- WorldCat: E39PBJx8KgWWTqVtMCPRCH3YT3